# Eva Gugenberger
Eva Gugenberger (* 14. Januar 1960 in Wien) ist eine österreichische Romanistin.

## Leben
Eva Gugenberger studierte Romanistik (Spanisch, Portugiesisch) sowie Kultur- und Sozialanthropologie an der Universität Wien. 1995 wurde sie in Wien zum Doktor promoviert, 2006 habilitierte sie sich an der Universität Bremen. Seit März 2019 hat sie eine W2-Professur für Spanische Sprachwissenschaft am Romanischen Seminar der Europa-Universität Flensburg.

## Auszeichnungen
- 1996: Kardinal-Innitzer-Förderungspreis für Geisteswissenschaften

## Schriften (Auswahl)
- Identitäts- und Sprachkonflikt in einer pluriethnischen Gesellschaft. Eine soziolinguistische Studie über Quechua-Sprecher und -Sprecherinnen in Peru. Wien 1995, ISBN 3-85114-225-X.
- mit Kathrin Sartingen (Hrsg.): Hybridität – Transkulturalität – Kreolisierung. Innovation und Wandel in Kultur, Sprache und Literatur Lateinamerikas. Wien 2011, ISBN 3-643-50309-1.
- Theorie und Empirie der Migrationslinguistik. Mit einer Studie zu den Galiciern und Galicierinnen in Argentinien. Wien 2018, ISBN 3-643-50414-4.
- mit Kerstin Störl und Teresa Valiente Catter (Hrsg.): La reciprocidad entre lengua y cultura en las sociedades andinas. Estudios de romanística, lingüística y antropología americana. Berlin 2019, ISBN 3-631-76598-3.